# بندر (واژه)
بندر واژه فارسی است که به معنای «درگاه» و «پناهگاه» است و به معنای بندر دریایی (در انگلیسی: Seaport) است. در ایران و کشورهای متعدد دیگر، «بندر» به عنوان بخشی از نام مکانهای خاص و شهرهای بندری به کار می‌رود.

## ریشه‌شناسی
بندر ترکیبی فارسی از بند (محصور) و در (درب) است و به معنای "یک منطقه محصور در خشکی" (یعنی محفاظت شده از دریا) می‌باشد. واژه بندر را ملوانان ایرانی طی قرنها سفرهای گسترده در مناطق مختلف دنیا گسترانیده‌اند. در برخی از زبان‌های هندی کلمه بندرگاه Bandargah به معنی "port" (بندر) است. در زبان اندونزیایی نیز بندر و بندرگاه به همین معنا به کار می‌روند.

## مکانها
بنادر مختلفی در سراسر جهان هستند که بخشی از نام آنها دارای واژه «بندر» است.

### بنگلادش
- بندر اوپازیلا
- بندر تانا

### هند
سواحل غرب هند به‌دلیل پیوند تاریخی فرهنگی با ایران دارای مناطق متعددی است که کلمه بندر bunder در نام آنها وجود دارد.
شهر بمبئی در طول تاریخ تعدادی از مناطق بندری و اسکله‌ای کنار آب داشته است که هرکدام بر اساس محموله دریایی آن ناحیه نامگذاری می‌شده‌اند. نام بندر در این مناطق زیاد دیده می‌شود.
- آپولو Bunder
- اختر Bunder
- آرتور Bunder
- بالارد Bunder
- Boree Bunder (boree = گونی یا کیسه)
- آجر Bunder
- Carnac Bunder
- Chendani Bunder
- Chinch Bunder
- چینچلی Bunder
- Colsa Bunder (colsa = زغال سنگ)
- دانا Bunder (دانا = دانه)
- Ghod Bunder (ghod = اسب)
- حاجی Bunder
- هی Bunder
- نفت سفید Bunder
- Lakdi Bunder (lakdi = چوب)
- مسجد Bunder (مسجد = مسجد - این اسکله نامگذاری دروازه رحمت کنیسه)
- مچیلیپتنم یا Masulipatnam نیز به نام Bundaru توسط آندرا مردم در آندرا پرادش
- میت Bunder
- Nagla Bunder
- Reti Bunder (reti = شن و ماسه)
- مخزن Bunder
- وادی Bunder
- Zakaria Bunder

به‌طور مشابه در ایالت گجرات، چند، نام شهر شامل کلمه bunder است:
- باونگر
  - کشتی Bunder
  - پیر Bunder
- Billimoria
  - Vakharia Bunder
- دکر
  - Kavi Bunder
  - Tankari Bunder
- جمنگر
  - بعدی Bunder
  - Salaya Bunder
  - سیککا Bunder
  - Rozi Bunder
  - Vadinar Bunder
- Kandla
  - Jafarwadi Bunder
  - تن ماهی Bunder
- Porbunder
- ولسد
  - ولسد Bunder
- ورول Bunder
  - Bhidiya Bunder
  - Khadi Bunder
  - نوا Bunder
  - ورول Bunder
- Sanjan
  - Sanjan Bunder

### اندونزی
- باندا آسه
- Bandar Lampung
- بانجارماسین

### ایران
- بندر عباس
- بندر انزلی
- بندر امام
- بندر لنگه
- بندر ترکمن
- بندر چارک
- باندر علیا
- باندر سفلی، مازندران،
- بندر، فریدونشهر اصفهان
- بندار
- بندر، اردکان

### مالزی
- Bandar Baru Bangi
- بندر Bayan Baru
- بندر Tun Razak
- بندر Samariang
- بندر Seberang جایا
- بندر سری پوترا
- بندر سری Damansara

### عمان
- بندر خیران
- Bandah Jadidah
- بندر Jissah

### پاکستان
- Keti بندر
- شمال بندر

### سومالی و ساحل شرق آفریقا
- بندر بیلا
- Boosaaso که قبلاً بندر قاسم Qaasim نام داشت.
- بنادیر جایی است در سومالی اماجغرافی دانان عرب این واژه را در طول تاریخ به تمام پورت شهرهای ساحل شرق آفریقا، از سومالی تا موزامبیک اطلاق کرده‌اند.[۱]

### کشورهای دیگر
- بندر el-Mansuraمصر
- بندر سری بگاوان پایتخت برونئی
- بندر، افغانستان
- بندر، هند
- بوند، منطقه در شانگهایبا چین
- Bandara از ریشه فارسی «بندر» نام یا عنوانی برای قبایلی در ارتفاعات مرکزی سریلانکا.